# Antlantlacpac
Antlantlacpac är en ort i Mexiko.   Den ligger i kommunen Tianguistenco och delstaten Mexiko, i den sydöstra delen av landet, 50 km sydväst om huvudstaden Mexico City. Antlantlacpac ligger 2 745 meter över havet och antalet invånare är 719.
Terrängen runt Antlantlacpac är varierad, och sluttar västerut. Runt Antlantlacpac är det ganska tätbefolkat, med 207 invånare per kvadratkilometer. Närmaste större samhälle är San Mateo Atenco, 19,1 km nordväst om Antlantlacpac. I omgivningarna runt Antlantlacpac växer i huvudsak blandskog.